# Mujhe Kucch Kehna Hai
Mujhe Kucch Kehna Hai – bollywoodzki dramat miłosny z 2001 roku wyreżyserowany przez Satish Kaushika, autora Tere Naam i Vaada. Film jest remakiem hitu w  telugu „Tholi Prema” (1998). W rolach głównych Kareena Kapoor (w swoim drugim po debiucie w Refugee filmie) i nagrodzony za debiut Tusshar Kapoor.
Tematem filmu jest miłość i rozmijanie się bohaterów wynikające z braku odwagi w wyrażaniu uczuć.

## Obsada
- Kareena Kapoor – Pooja Saxena
- Tusshar Kapoor – Karan – Nagroda Zee Cine za Najlepszy Debiut
- Amrish Puri – Balram Singh
- Rinke Khanna – Priya
- Dalip Tahil – Krishna, ojciec Karana
- Himani Shivpuri – Sushma, mama Karana
- Alok Nath – Rana Birendra Pratapsingh, wuj Pooji
- Yashpal Sharma – Batsman, szef gangu

## Nagrody
- nominacja do Nagrody Filmfare za Najlepszą Muzykę – Anu Malik
- nominacja do Nagrody Star Screen za Najlepszą Muzykę – Anu Malik
- Nagroda Star Screen za Najlepszy Playback Męski – Sonu Nigam („Is Pyaar Ko Main Khya Naam Doon”)
- Nagroda Star Screen za Najlepszy Scenariuisz – Rumi Jaffery
- Nagroda Star Screen za Najlepszy Debiut – Tusshar Kapoor
- Nagroda Zee Cine za Najlepszy Debiut – Tusshar Kapoor
- Nagroda Zee Cine za Najlepszą Muzykę – Anu Malik